# Pero morrisonata
Pero morrisonata är en fjärilsart som beskrevs av Dyar 1903. Pero morrisonata ingår i släktet Pero och familjen mätare. Inga underarter finns listade i Catalogue of Life.